# Mentaal verzuim
Mentale afwezigheid of mentaal verzuim is een fenomeen waarbij de werknemer wel op het werk aanwezig is, maar niet met zijn hoofd bij het werk is. Men verzaakt taken, verantwoordelijkheden en afspraken en de betrokkenheid neemt af. Dit is voor bedrijven een forse schadepost, doordat de werknemer minder werk verricht dan hij zou kunnen en onnodige fouten maakt die achteraf verbeterd moeten worden.
Mentaal verzuim is moeilijk te bestrijden, met name als het voorkomt bij moeilijk te vervangen werknemers. Het beste kan een werkgever proberen de oorzaak te achterhalen en proberen deze weg te nemen. Zo kan hij bijvoorbeeld in het verleden het vertrouwen van de werknemer beschaamd hebben, of hem onheus hebben bejegend. Vaak blijkt het psychologisch contract verbroken te zijn: de werknemer ziet zijn verwachtingen niet beantwoord, en verliest zijn motivatie. De werkgever en de werknemer kunnen in zo'n geval samen kijken hoe dat kan worden opgelost. Wanneer een verbroken psychologisch contract de oorzaak is, kan een nieuw psychologisch contract gesloten worden: werkgever en werknemer moeten dan samen in overleg over de verwachtingen die men ten aanzien van elkaar heeft. Dit kan erg lastig zijn. doordat verwachtingen vaak onbewust zijn en dus niet uitgesproken worden. Om een nieuw positief perspectief te bieden kan gekozen worden voor preventieve coaching. Een andere oplossing is het beëindigen van de arbeidsrelatie.
Mentaal verzuim wordt ook wel anders gezien, namelijk als een normale manier om tijdens het werk te herstellen van geleverde inspanningen. Uit onderzoek blijkt dat werkgevers en werknemers het acceptabel vinden als 10% van de werktijd op gaat aan deze vorm van mentaal verzuim, naast nog eens 10% van de persoonlijke tijd. Daarboven wordt mentaal verzuim als problematisch gezien, omdat mentaal verzuim drie keer zo duur is als ziekteverzuim.